# Allan Williams

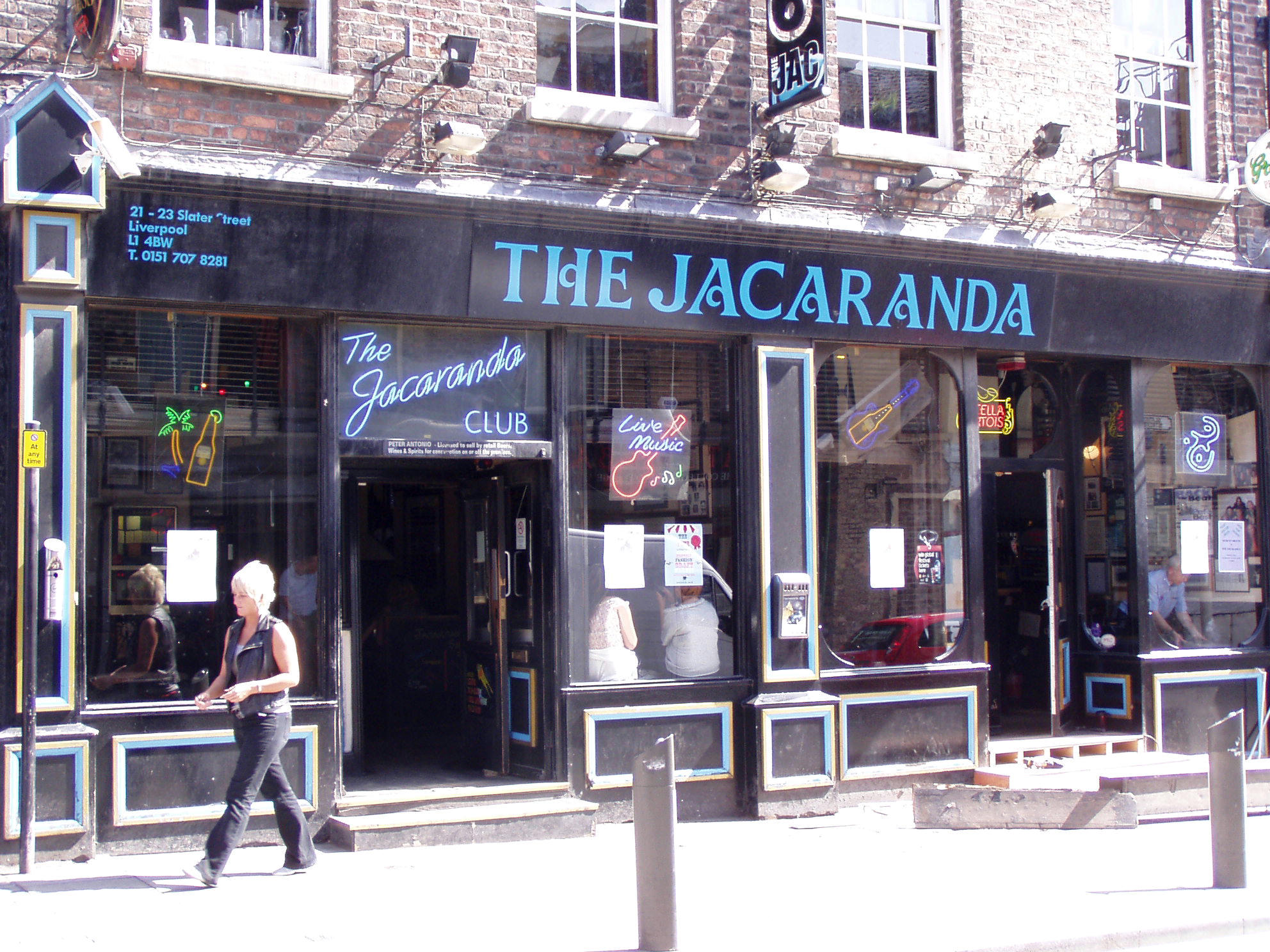
De nieuwe 'Jacaranda' in Liverpool

Allan Richard Williams (Bootle, 17 maart 1930 – Liverpool, 30 december 2016) was een zakenman, artiestenmanager en promotor uit Liverpool. Hij was de eerste die de taak van belangenbehartiger voor The Beatles op zich nam. Hij bracht de band naar Hamburg in Duitsland, waar ze de podiumervaring opdeden die de basis vormde voor hun latere succes.
Williams huurde in 1957 een voormalig horloge-reparatiewinkel en bouwde deze om tot café. Hij noemde de plek de Jacaranda, naar een exotische plantensoort, jacaranda mimosifolia. Al snel werd het café bekend als The Jac, en de Beatles waren er vaak te vinden. John Lennon en Stuart Sutcliffe bezochten de Liverpool Art College vlak in de buurt, en Paul McCartney voegde zich vaak bij dit tweetal. Toen ze om de kans vroegen om in het café te spelen, zette Williams ze aan het werk om de plek opnieuw te decoreren; John en Stuart hebben destijds een muurschildering in het damestoilet achtergelaten. Uiteindelijk mochten The Beatles optreden in The Jac. Tussen mei en augustus 1960 regelde Williams een stel optredens voor de groep in andere clubs.
Jaren later vertelden The Beatles dat ze Allan Williams zeer op prijs stelden, Paul beschreef hem in The Beatles Anthology als "een fantastische vent". Zelfs na de tijd met de Beatles bleef Williams zich zeer actief voor hen inzetten. In 1977 schreef hij een boek over zijn tijd met The Beatles, getiteld The Man who Gave the Beatles Away. Ook vond hij een opname van The Beatles uit hun periode in Hamburg, die in datzelfde jaar werd uitgebracht als Live! at the Star-Club in Hamburg, Germany; 1962. Allan Williams was een VIP-gast bij de jaarlijkse Beatle Week Festivals. Midden jaren 90 ging de Jacaranda opnieuw open onder een nieuw management, en tot op de dag van vandaag geldt het als belangrijke plek in Liverpool voor livemuziek.